# Иван Бондев
Иван Андреев Бондев е български ботаник и университетски преподавател, професор.

## Биография
Роден е на 27 февруари 1927 г. в Белица. През 1952 г. завършва биология в Софийския университет. В 1960 г. специализира в Ботаническия институт на Академията на науките на СССР в Ленинград. От 1975 до 1990 г. е ръководител на катедра „Екология и опазване на околната среда“ към Биологическия факултет на Софийския университет. През 1982 г. е избран за професор, а в периода 1989 – 1992 г. е заместник-директор на Института по ботаника при Българска академия на науките.
Умира на 5 декември 2001 г.

## Научна дейност
Научните му интереси са в областта на фитоекологията и флористиката. През 1973 г. публикува първата карта на растителността в България в мащаб 1:1000000, а през 1991 г. в мащаб 1:600000. Член е на международната редколегия на „Карта на растителността в Европа“ (1993 – 2000).
Иван Бондев открива нов за науката растителен вид, четири рода и 25 нови растителни вида в България. По-важните му трудове са:
- „Растителността в България. Карта в М 1:600000 с обяснителен текст“ (1991);
- „Ботанико-географско райониране“ (1982);
- „Застрашени и редки съобщества в България“ (1984, в съавторство с В. Велчев).[1]